# Triaenobunus woodwardi
Triaenobunus woodwardi is een hooiwagen uit de familie Triaenonychidae.